# Ribécourt-la-Tour
Ribécourt-la-Tour är en kommun i departementet Nord i regionen Hauts-de-France i norra Frankrike. Kommunen ligger i kantonen Marcoing som tillhör arrondissementet Cambrai. År 2022 hade Ribécourt-la-Tour 378 invånare.

## Befolkningsutveckling
Antalet invånare i kommunen Ribécourt-la-Tour
| Referens: INSEE |